# Nephrotoma monopsellia
Nephrotoma monopsellia är en tvåvingeart som beskrevs av Paul Gustav Eduard Speiser 1923.
Nephrotoma monopsellia ingår i släktet Nephrotoma och familjen storharkrankar. Artens utbredningsområde är Tanzania. Inga underarter finns listade i Catalogue of Life.